# Verdena Parker
Verdena Parker és l'última parlant fluida de la llengua hupa, una llengua atapascana parlada per la Tribu Hoopa Valley del nord de Califòrnia. Mentre que altres nens de la seva generació van ser enviats a internats, aïllant-los de les seves famílies, Parker va ser criada per la seva àvia, que parlava hupa amb ella. Quan arribà a l'edat adulta, Parker va continuar parlant hupa amb la seva mare cada dia, mantenint un alt nivell de fluïdesa tot i la pèrdua de la llengua en la resta de la comunitat hupa...
Des del 2008 i fins ara, Parker ha treballat regularment amb investigadors de la Universitat de Berkeley i Stanford per proporcionar enregistraments d'hupa parlat per a la documentació de la llengua hupa. També és activa en projectes de revitalització lingüística.